# Aeródromo Alto Cauquenes
El Aeródromo Alto Cauquenes (OACI: SCCN)es un terminal aéreo ubicado a 7 kilómetros al este de Cauquenes, Provincia de Cauquenes, Región del Maule, Chile. Es de propiedad privada.